# Jacques de Vaucanson

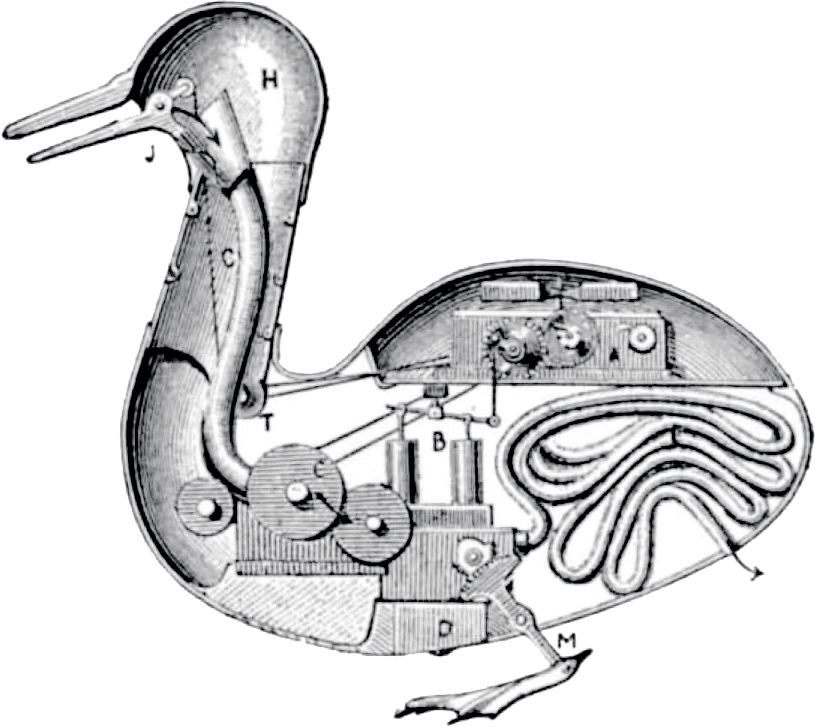
Jacques de Vaucansons mekaniska anka

Jacques de Vaucanson, född 24 februari 1709 i Grenoble, död 21 november 1782 i Paris, var en fransk mekaniker. Han anses ha skapat världens första robot (automater), liksom den första automatiserade vävstolen.
de Vaucanson kom efter åtskilliga prov på mekaniskt snille, vilka han utförde med primitiva verktyg, till Paris för att idka vetenskapliga studier och skaffade sig snart europeiskt rykte genom en rad av mekaniska mästerstycken, särskilt automater. Bland dem bör nämnas mässingsankorna, som snattrade, flaxade med vingarna och åt för dem framlagd mat, som sedan kom ut genom en konstgjord tarm i smält skick, och hans androider. Kardinal Fleury utnämnde honom till inspektör för sidenfabrikerna, och för sidenindustrin uppfann de Vaucanson flera maskiner. de Vaucanson var ledamot av franska vetenskapsakademien. Sina automater och maskiner skänkte han åt drottningen. På det sättet lade han grunden till de samlingar som kom att tillhöra Conservatoire national des arts et métiers.